# Hédi Baccouche
Hédi Baccouche (Hammam Sousse, 15 de janeiro de 1930 – 21 de janeiro de 2020) foi um político e diplomata tunisiano que ocupou o cargo de primeiro-ministro da Tunísia de 7 de novembro de 1987 a 27 de setembro de 1989. Baccouche liderou o Partido Socialista Desturiano até este mudar de nome para Reagrupamento Constitucional Democrático em 1988.
Morreu no dia 21 de janeiro de 2020, aos 90 anos.